# Bad Sisters
Bad Sisters (bra: Mal de Família) é uma série de televisão irlandesa de humor negro desenvolvida por Sharon Horgan, Dave Finkel e Brett Baer. Ambientada em Dublin e filmado em locações na Irlanda, é baseado na série flamenga Clan, criada por Malin-Sarah Gozin. Os dois primeiros episódios foram ao ar em 19 de agosto de 2022.

## Elenco
- Sharon Horgan ...Eva Garvey
- Eva Birthistle ...Ursula Flynn
- Sarah Greene ...Bibi Garvey
- Eve Hewson ...Becka Garvey
- Brian Gleeson ...Thomas ("Tom") Claffin
- Daryl McCormack ...Matthew ("Matt") Claffin
- Assaad Bouab ...Gabriel
- Claes Bang ...John Paul ("JP") Williams

### Recorrente
- Yasmine Akram ...Nora Garvey
- Peter Coonan ...Ben
- Lloyd Hutchinson ...Gerald Fisher
- Seána Kerslake ...Theresa Claffin
- Nina Norén ...Minna Williams
- Jonjo O'Neill ...Donal Flynn
- Saise Quinn ...Blánaid Williams
- Michael Smiley ...Roger Muldoon
- Barry Ward ...Fergal Loftus

## Recepção
O Rotten Tomatoes relatou um índice de aprovação de 100% com uma nota média de 8,2/10, com base em 52 avaliações. O consenso dos críticos do site diz: "Segredos obscuros são um assunto de família em Bad Sisters, um mistério de assassinato desenfreadamente engraçado que faz bom uso de seu conjunto talentoso enquanto exemplifica a propensão da criadora e estrela Sharon Horgan para o calor salgado". O Metacritic, que usa uma média ponderada, atribuiu uma pontuação de 79 em 100 com base em 22 resenhas, indicando "críticas geralmente favoráveis".

## Prêmios e indicações
| Ano  | Prêmio                    | Categoria                         | Indicado(s)                                           | Resultado |
| ---- | ------------------------- | --------------------------------- | ----------------------------------------------------- | --------- |
| 2023 | BAFTA TV Awards 2023      | Melhor Série Dramática            | Bad Sisters                                           | Venceu    |
| 2023 | BAFTA TV Awards 2023      | Melhor Atriz Coadjuvante          | Anne-Marie Duff                                       | Venceu    |
| 2023 | Prêmios Emmy do Primetime | Melhor Atriz em Série Dramática   | Sharon Horgan                                         | Pendente  |
| 2023 | Prêmios Emmy do Primetime | Melhor Direção em Série de Drama  | Dearbhla Walsh (por "The Prick")                      | Pendente  |
| 2023 | Prêmios Emmy do Primetime | Melhor Roteiro em Série Dramática | Sharon Horgan, Dave Finkel e Brett Baer ("The Prick") | Pendente  |